# In the Dark (2015)
In the Dark ist ein kanadischer Horrorfilm aus dem Jahr 2015.

## Handlung
Joanna und Jeff besichtigen eine altmodische Wohnung, ohne die Vermieterin anzutreffen. Trotzdem ziehen sie dort mit ihrem Baby Porter ein. Der Schauspieler Jeff ist in den nächsten Wochen viel unterwegs, weil er sich um eine wichtige Filmrolle bemüht. Während Joanna mit dem Baby allein zuhause ist, nimmt sie immer mehr unheimliche Dinge wahr. Die Möbel verändern ständig ihre Position. Außerdem hört Joanna Klopfgeräusche und sieht draußen eine Frau in einer schwarzen Jacke. Sie hält sich oft in einem Zimmer auf, das der Eigentümerin gehört. Dort lässt sie das Baby schlafen und liest ein Tagebuch einer früheren Mieterin, die ähnliche Probleme hatte wie sie selbst.
Eines Abends lädt Jeff seine Ex-Freundin und Kollegin Alex nach Hause ein. Joanna ist von der unsympathischen Alex genervt. Als sie baden gehen will, beginnt sie aus dem Mund zu bluten und findet darin eine Rasierklinge. Daraufhin tötet sie Alex und steckt ihre Leiche in einen Schrank, wobei sie diese Szene vielleicht nur geträumt hat.
Jeff bekommt die Filmrolle, aber es gibt immer mehr Streit zwischen Joanna und ihm. Er hält sie für verrückt und sie macht ihm Vorwürfe wegen Alex. Er verbietet ihr auch, das geheimnisvolle Zimmer der Eigentümerin zu nutzen, woran sie sich nicht hält. Als zwei Polizisten auftauchen und davon reden, dass Joanna vermisst werde, versucht sie ihnen vergeblich zu erklären, dass sie selbst Joanna sei und die Frau auf dem Vermisstenfoto ganz anders aussehe.
Später erzählt sie Jeff von dem seltsamen Besuch und auch von dem Tagebuch. In einer Vision sieht sie Jeff beim Sex mit der geheimnisvollen Vormieterin. Als Joanna den Hausmeister anrufen will, um den Wahnsinn zu beenden, bemerkt sie, dass es in einer Telefonzelle vor dem Haus klingelt. Sie geht hinaus und hört dort eine weibliche Stimme, die sagt, dass das Baby ihr gehöre. Bei der weiteren Lektüre des Tagebuchs erfährt Joanna, dass die andere Frau ihren gewalttätigen Mann schließlich umgebracht hat. Jeff erzählt ihr später, dass er die Filmrolle wieder verloren habe, weil eine anonyme Frau ihn als Alkoholikerin bezeichnet habe. Hinter der Tapete des geheimnisvollen Zimmer findet Joanna einen großen Blutfleck.
In einer weiteren Nacht hört sie wieder Geräusche. Durch ein Loch in der Wand sieht die Jeff in der Wohnung nebenan beim Sex. Als sie dorthin geht, ist diese Wohnung jedoch leer und unter dem Loch liegen Zettel, auf denen Help me steht. Bei der Rückkehr in ihre eigene Wohnung begegnet sie dem Mann, der im Tagebuch beschrieben wurde. Im Kampf tötet sie ihn mit einer Nähnadel. Anschließend begeht sie Selbstmord, indem sie mit einer Rasierklinge ihre Kehle aufschlitzt.
Einige Zeit später klingelt ein anderes Paar, um die Wohnung zu besichtigen.

## Rezeption
Laut Filmdienst ist es ein „geschickt konstruierter Geisterfilm, der klassischen Haunted-House-Grusel mit dem Sujet einer postnatalen Depression verschränkt“. Der Rezensent von Thrill&Kill meint, der Film erinnere „zu oft an ausgelutschte Haunted House Filme und die […] Schwächen werden auch durch einige kreative Szenen nicht komplett aufgehoben“.